# 5024-es busz
Az 5024-es jelzésű autóbuszvonal helyközi autóbuszjárat Szeged és Kübekháza között, melyet a MÁV Személyszállítási Zrt. lát el. Menetideje 30-35 perc.

## Közlekedése
Kübekháza felé 18 járat, Szeged felé 20 járat közlekedik. Egyes járatok korlátozó jelzésekkel közlekednek, csak munkanapokon, csak iskolai előadási napokon, csak hétvégén valamint munkaszüneti napok kivételével naponta. Tanítási időszakban egy-egy járat betér Újszegeden a Gabonakutatóhoz, a közelben lévő Vörösmarty Mihály Általános Iskola tanulóinak szállítása végett.

## Megállóhelyei
| 0  | Szeged, autóbusz-állomás végállomás           | 19 | 5, 6, 9, 19 7F, 21, 60, 60Y, 64, 67, 67Y, 70, 71, 71A, 72, 72A, 73, 73Y, 74, 74A, 74Y, 75, 76, 76Y, 77, 77A, 77Y, 78, 78A, 79H 1374, 1375, 1441, 1486, 1503, 1504, 1506, 1507, 1510, 1512, 1513, 1515, 1516, 1517, 1518, 1652 4990, 5000, 5001, 5002, 5003, 5004, 5005, 5007, 5010, 5011, 5012, 5013, 5015, 5016, 5019, 5020, 5021, 5022, 5023, 5025, 5030, 5031, 5032, 5033, 5034, 5035, 5040, 5041, 5042, 5043, 5044, 5045, 5046, 5047, 5049, 5050, 5054, 5055, 5056, 5058, 5059, 5060, 5061, 5062, 5063, 5064, 5066, 5070, 5071, 5075, 5076, 5109, 5112, 5160, 5188, 5189, 5190, 5329, 5362, 5369 |
| 1  | Szeged, Berlini körút                         | 18 | 5, 6, 8, 10, 19 21, 73, 73Y, 74, 74Y, 77, 77A, 77Y 5015, 5016, 5020, 5022, 5023, 5189, 5190 |
| 2  | Szeged, Szilléri sugárút                      | 17 | 10 84, 90 5015, 5016, 5020, 5022, 5023, 5025, 5189, 5190 |
| 3  | Szeged, Szent-Györgyi Albert utca             | 16 | 84, 90 5015, 5016, 5020, 5022, 5023, 5025, 5189, 5190 |
| 4  | Szeged, Sportcsarnok                          | 15 | 60, 60Y, 67, 67Y, 72, 72A, 84, 90 5015, 5016, 5020, 5022, 5023, 5025, 5189, 5190 |
| 5  | Újszeged, Gabonakutató                        | 14 | 70, 84, 90 5025 |
| 6  | Szeged, Aranyosi utca                         | 13 | 60Y, 67Y 5015, 5016, 5020, 5022, 5023, 5025, 5189, 5190 |
| 7  | Szeged, Kamaratöltés                          | 12 | 60, 60Y, 67, 67Y 5015, 5016, 5020, 5022, 5023, 5025, 5189, 5190 |
| 8  | Szeged (Szőreg), ABC                          | 11 | 60, 60Y, 67, 67Y 5025 |
| 9  | Szeged-Szőreg, Kossuth Lajos Általános Iskola | 10 | 60, 67 5025 |
| 10 | Szeged (Szőreg), Rózsatő utca                 | 9  | 60, 67 |
| 11 | Szeged (Szőreg), malom                        | 8  | 60, 60Y, 67, 67Y 5025 |
| 12 | Szeged, 34-es őrház                           | 7  | |
| 13 | Szeged, Építőipari telep                      | 6  | |
| 14 | Szeged, Szárító telep                         | 5  | |
| 15 | Szeged, Fácános-telep                         | 4  | |
| 16 | Szeged, Aranykereszt                          | 3  | |
| 17 | Kübekháza, Gátőrház                           | 2  | |
| 18 | Kübekháza, körforgalom                        | 1  | |
| 19 | Kübekháza, autóbusz-váróterem végállomás      | 0  | |